# Serpula intricata
Serpula intricata är en ringmaskart som beskrevs av Carl von Linné 1758. Serpula intricata ingår i släktet Serpula och familjen Serpulidae. Inga underarter finns listade i Catalogue of Life.